# Ujazd (Ukraina)
Ujazd (ukr. Уїзд) – wieś na Ukrainie w rejonie rohatyńskim obwodu iwanofrankiwskiego.